# CH Collada Villalba
CH Collada Villalba byl hokejový klub z Villalby, který hrával Španělskou hokejovou ligu. Klub se skládal pouze z juniorských týmů a naposledy se účastnil španělské ligy U20 a U18 v sezóně 2007-08. Domovským stadionem byl Palacio de Hielo DREAMS s kapacitou 4800 diváků..